# Kolodějský hřbitov
Kolodějský hřbitov se nachází v Praze 9 v Kolodějích v ulici Lupenická na jihovýchodním okraji obce ve svahu. Má rozlohu 0,3 hektaru. Pohřbívá se sem z Kolodějí, Běchovic, Újezdu nad Lesy a dříve také ze Stupic.

## Historie
Hřbitov byl založen společně se stavbou kostela Povýšení svatého Kříže roku 1806 (24. srpna 1806 položen základní kámen kostela, stavba vysvěcena 18. června 1807). Sem byly roku 1884 převezeny ostatky ze zrušeného hřbitova z Újezdu nad Lesy. Nejstarší dochované hroby jsou z konce 19. století.
Starší část hřbitova se nachází na jihovýchodě a zde je i márnice. Na cestě k ní stojí kříž s nápisem.
Nová část hřbitova se nalézá nejníže, napravo na severozápadě hřbitova, kde je loučka rozptylu a urnové hroby. V horní části hřbitova stával osmimetrový kříž se sochou Ježíše Krista od místního sochaře Jiřího Beránka. Kříž však roku 2015 vyhnil a musel být odstraněn. U vchodu jsou dva hroby padlých při květnové revoluci roku 1945, v zadní části jsou pak hroby obětí 1. světové války.